# Monistrol d'Anoia (veïnat)
Monistrol d'Anoia és un antic municipi i en l'actualitat un nucli de població del municipi de Sant Sadurní d'Anoia, a l'Alt Penedès.
Amb una població de 21 habitants (2018), i 139 m. sobre el nivell del mar, Monistrol és situat a l'esquerra de l'Anoia, davant el seu aiguabarreig amb la riera de Mediona. El 1820 va ser incorporat a Sant Sadurní després d'haver constituït durant uns quants anys municipi independent.

## Història
És possible que el lloc, com el seu nom indica, fos en origen un petit monestir.
En 917 Ermenard (així es deia el vescomte de Barcelona d'aquell temps) i Udulard, fills d'Udulardus "Atenent la súplica de l'abat li donaren lloc prop del riu Anoia, on hi ha edificada l'església de Santa Maria, St. Pere i St. Joan". La descripció posterior del lloc diu: "Lo que donaren comença a Llevant pel torrent de la Font “Avellano”, a on una riba és blanca i l'altre roja i va fins al riu Anoia. Confronta a Ponent amb lo torrent i amb lo Sanniliare al Nord pel riu Anoia i al Sud pel torrent a on la via va per tot".
El 986 com a possessió de Sant Cugat del Vallès, dintre del terme del Castell de Subirats, <alodem S. Cucufati S. Maria del Monisterolo vocitato>, En la confirmació dels béns de Sant Cugat que feu el papa Silvestre II el 1002 es puntualitza <cellam Sancta Marie et S. Johannis quod dicut Monasteriolum>.
En època moderna fou de la senyoria dels Dusai, que obtingueren el 1795 el marquesat de Monistrol d'Anoia. Tenent casa a Monistrol la família "Escribà de Romani i de Sentmenat", possessors d'aquest títol. El 1857 l'església de Santa Maria de Monistrol fou erigida en parròquia.
Les caves de vins Marquès de Monistrol va ser fundades el 1882; s'hi elaboren vins de taula i escumosos i es poden visitar.